# Alex Hoffman
Alex Hoffman (* um 1985 in Washington, D.C.) ist ein US-amerikanischer Musiker (Tenorsaxophon, Komposition) des Modern Jazz.

## Leben und Wirken
Hoffman begann mit neun Jahren Saxophon zu spielen; mit zwölf Jahren begann er sich mit Jazzmusik zu beschäftigen. 2008 wurde er als einer von zwölf Halbfinalisten für den Thelonious Monk International Jazz Saxophone Competition ausgewählt.
Hoffman arbeitete seit seinem Umzug nach New York 2005 mit Musikern wie Jerry Dodgion, John Mosca, Richie Vitale, Sacha Perry, Ari Roland, Fukushi Taanaka, Bobby Porcelli, Grant Stewart, Neal Miner und Ralph LaLama. Erste Plattenaufnahmen entstanden 2008/09 mit Brian Lynch, zu hören auf Bolero Nights und Unsung Heroes Vl.1 & 2. 2010 nahm er sein Debütalbum Dark Lights auf. Seitdem trat er in Spielstätten und Veranstaltungsorten wie dem Blue Note, Blues Alley, dem Kennedy Center, Lincoln Center und im Jazz Standard auf. Weitere Aufnahmen entstanden mit Jack Henry (Nothin' But Swing) und mit Frank Basile (Modern Inventions, 2012). 2019/2020 leitet Hoffman ein Quintett, dem Emanuele Basentini (Gitarre), Gregory Chen (Piano), Charlie Himmel (Bass) und Scott Lowrie (Schlagzeug) angehören.

## Diskographische Hinweise
- Dark Lights (Smalls, 2010), mit Dwayne Clemons, Ned Goold, Will Reardon-Anderson, Peter Reardon-Anderson, Frank Basile, Sacha Perry, Frank Sikivie, Keith Balla